# Никола Лончар (проналазач)
Никола Лончар (енгл. Nikolai Lonchar; 24. новембар 1954) је проналазач, оснивач и председник Теслине научне фондације (енгл. Tesla Science Foundation) из Филаделфије и чувар лика и дела Николе Тесле у САД и шире.

## Биографија
Везан пореклом и интересовањима за имењака Теслу, Лончар је још у дечачком добу учествовао на изложбама и сајмовима посвећеним проналазаштву у СФРЈ, на којима је презентовао своје изуме. У Америку је отишао осамдесетих, са мисијом ширења знања о Тесли код људи који тамо живе. Уочи распада јужнословенске федерације и почетка рата, вратио се са породицом у Србију и покушао да развије посао у вези са безбедношћу и заштитом имовине. Стога га је ангажовао Саобраћајни институт ЦИП, са којим је осмислио преко тридесет нових производа у области безбедности. Избијање рата и санкције га приморавају да све напусти и да се врати у САД.
Чести доласци у матицу тешких деведесетих, током којих је помагао својим сународницима, били су истовремено и прилика да се о нашем највећем научнику набаве и преко океана однесу књиге, рукотворине и други предмети који ће послужити задатку који је себи поставио. На тај начин је Лончар временом постао власник завидне збирке инспирисане Теслом.
Данас је Лончар је познат као човек који је заслужан за већу присутност садржаја о Николи Тесли у силабусу америчких школа и који неуморно ради на томе да до тога дође и у српским школама оснивањем „Теслиних научних клубова”, и то остваривањем партнерстава између Теслине научне фондације и наставног кадра и ученика. Овоме у прилог иде и пројекат „Путевима Тесле” (Tesla Ways), замишљен као софтверски гео-водич кроз Теслин животопис. О томе су у припреми и монографија и документарни филм.
Поред матерњег и других екс-југословенских језика, говори и енглески и руски.

### Истражни рад
Никола је и бивши приватни детектив, чија је специјалност била утврђивање на који су начин изведене крађе. Богатог искуства, 1986. године је у Филаделфији покренуо фирму која се бави обезбеђењем. Убрзо поставши свестан мањкавости приватних сигурносних система, креирао је софистицирани уређај за закључавање ради ефикаснијег откривања провала. За овај проналазак награђен је субвенцијама Технолошког центра „Бен Френклин”, државе Пенсилваније и Златну медаљу Николе Тесле. Године 2001. постао је линценцирани приватни детектив.
Лончар поседује завидну колекцију брава, сензора и аларма, а у слободно време се између осталог бави дизајнирањем нових производа. Према информацијама на његовом веб-сајту, аутор је преко тридесет патената.
Члан је Националне асоцијације истражних стручњака, Међународне асоцијације истражитеља – стручњака за браве, Међународне асоцијације истражитеља крађа аутомобила и Националне асоцијације истражитеља – стручњака за браве.

### Теслина научна фондација
Људи сличних афинитета и поштовања према Николи Тесли окупили су се на научников рођендан 10. јула 2004. године са намером промовисања наслеђа које је он завештао човечанству и ради повезивања проналазача заинтересованих за његов рад. Они су основали Клуб проналазача „Никола Тесла” (Nikola Tesla Inventors Club), који ће касније бити преименован у Клуб „Никола Тесла”, а потом, на Божић 2010 (на дан Теслиног „напуштања овоземаљског живота”), званично прерасти у Теслину научну фондацију (ТНФ). Главни циљ ТНФ-а је да Теслина достигнућа буду разумљива што већем броју људи, како би се сведочанство о повезаности свих нас невидљивим силама постало видљиво свима.
Због пожртвованог ангажовања и доприноса, за председника ТНФ-а је изабран управо Никола Лончар, који се до данас залаже за повећање броја чланова и укључивање научне елите у рад ТНФ-а, предавања на тему Теслиних проналазака у америчким школама, али и анимирање српске јавности. Зато је 2014. основао и огранак ТНФ-а у Србији – Теслину научну фондацију Србија, са седиштем у Земуну.
ТНФ је покретач видео-платформе „TeslaTalk.TV”, која емитује вебинаре о Тесли, и пројекта „200 година Срба у Америци”, из ког је никао мултимедијални подухват „Теслин народ” и у склопу ког је 2018. снимљен истоимени документарни филм идејног творца и првог продуцентa Николе Лончара, као и многих других.

### Догађаји
Лончар и ТНФ су зачетници међународне конференције „У духу Тесле”, која се од 2012. одржала осам пута. Уз подршку Генералног конзулата Републике Србије у Њујорку, овај престижни догађај се једном годишње одвија на последњем перону живота Николе Тесле, хотелу „Њујоркер” на Менхетну, и обухвата низ активности које га славе: од пригодних изложби уметничких дела преко представљања појединаца и организација који су урадили нешто значајно поводом већег упознавања јавности са Теслом и његовим патентима и тематских панел-дискусија па до додељивања награде „Tesla Spirit Award” најзаслужнијима.
У оквиру Теслине научне фондације, у сарадњи са Универзитетом Сингидунум из Београда и уз подршку релевантних организација, попут Матице исељеника и Срба у региону и Организације српских студената у иностранству, Лончар је 2016. покренуо и годишњу конференцију „Дан дијаспоре”, на којој учествују представници матице и расејања, академске заједнице, Владе Републике Србије, Владе Републике Српске, дипломатског кора итд. Саставни део конференције су панел-дискусије, округли столови, изложбе, такмичења и сл.
Треба поменути и „Теслине дане” (Tesla Days), манифестацију која се од 2013. јула приређује у Филаделфији под покровитељством ТНФ-а и уз помоћ градских власти, а у славу Теслине идеје о чистој планети. Централна активност „Теслиних дана” је Марш за незавиност енергије.

## Проналасци (избор)
- Механички осигурач шарки, патент бр. 45/94/1. Датум и место: 21. фебруар 1994, Београд. Савезни завод за патенте, СРЈ.
- Универзални шифраник, патент бр. 46/94/1. Датум и место: 21. фебруар 1994, Београд. Савезни завод за патенте, СРЈ.
- Магнетни електропрекидач, патент бр. 47/94/1. Датум и место: 21. фебруар 1994, Београд. Савезни завод за патенте, СРЈ.
- Инфрацрвени детектор, патент бр. 48/94/1. Датум и место: 21. фебруар 1994, Београд. Савезни завод за патенте, СРЈ.
- Високосигурносни магнетни рим-цилиндар, патент бр. 633/93/1. Датум и место: 21. фебруар 1994, Београд. Савезни завод за патенте, СРЈ.
- Магнетни заштитник браве, патент бр. 667/93/1. Датум и место: 21. фебруар 1994, Београд. Савезни завод за патенте, СРЈ.
- Магнетни механизам магнетног заштитника браве, патент бр. 668/93/1. Датум и место: 21. фебруар 1994, Београд. Савезни завод за патенте, СРЈ.
- Магнетни цилиндар за сеф, патент бр. 499/94/1. Датум и место: 7. септембар 1994, Београд. Савезни завод за патенте, СРЈ.
- Магнетни прекидач горива, патент бр. 500/94/1. Датум и место: 7. септембар 1994, Београд. Савезни завод за патенте, СРЈ.
- Крстаста брава, патент бр. 534/91/5. Датум и место: 12. септембар 1994, Београд. Савезни завод за патенте, СРЈ.
- Ноћна лампа са алармом, камером, рутером и комуникатором, индустријски дизајн бр. Д-2020/87. Датум и место: 15. новембар 2020, Београд. Завод за интелектуалну својину, РС.

## Награде и признања
- Грант Технолошког центра „Бен Френклин”
- Грант државе Пенсилваније
- Златна медаља Николе Тесле
- Награда организације „American Paradigm Schools”